# Cantó de Gange

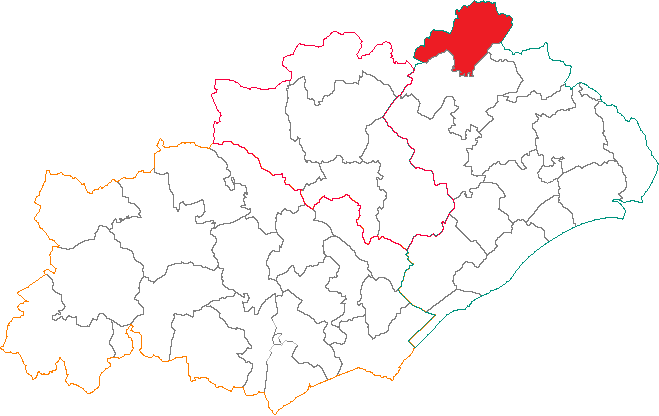
Situació del cantó de Ganges a l'Erau

El cantó de Ganges és un cantó francès del departament de l'Erau, a la regió del Llenguadoc-Rosselló. Forma part del districte de Lodeva, té 9 municipis i el cap cantonal és Gange. Aquest cantó va ser transferit del districte de Montpeller a l'actual de Lodeva el dia 1 de novembre de 2009.

## Municipis
- Agonés
- Briçac
- Casilhac
- Gange
- Gornièrs
- La Ròca
- Montoliu
- Molés e Baucèls
- Sent Bausèli